# Béla Király

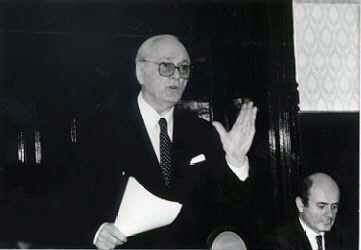
Béla Király

Béla Király (Kaposvár, 14 april 1912 - Boedapest, 4 juli 2009) was een Hongaars militair  en historicus.
Király ging al in 1930 naar het leger en streed tijdens de Tweede Wereldoorlog aan Duitse zijde. Hij kreeg het IJzeren Kruis voor zijn heldendaden en werd in 1993 de Yad Vashem onderscheiden als 'Rechtvaardige onder de Volkeren' voor de redding van  Oekraïense Joden. Király is ook ontvanger van de Orde van Malta. Hij is ook in het bezit  van The Colonel Commandant Michael Kovats Medal of Freedom.
In 1945 sloot hij zich aan bij de communisten en stichtte in 1945 de militaire academi  van Boedapest. In 1951 werd hij na een schijnproces ter dood veroordeeld, maar de straf werd omgezet in levenslange hechtenis. In de gevangenis leerde hij Engels. 
In 1956 kreeg hij gratie en in oktober van dat jaar werd hij door Imre Nagy aangesteld tot commandant van de nationale garde en streed hij tijdens  de Hongaarse Opstand als  commandant over Boedapest tegen de Sovjets. In december 1956 ging hij met Amerikaanse  hulp naar de  Verenigde Staten, waar hij studeerde aan de  Columbia University en nadien hedendaagse geschiedenis doceerde aan verschillende universiteiten. In 1989 keerde hij terug naar Hongarije en werd er verkozen tot parlementslid.

## Werken
- Az elsõ háború szocialista országok között. New Brunswick: Magyar Öregdiák Szövetség-Bessenyei György Kör, 1981.
- Forradalomtól forradalomig. Válogatott tanulmányok, beszédek és interjúk 1961—1990. Budapest, Századvég-Atlanti, 1990.
- Honvédségbõl Néphadsereg, Budapest Co-Nexus Print-ter Kft. 1989.
- Basic History of Modern Hungary 1867—1964, «The Anvil Series» 2001.
- The Hungarian Revolution, Two Record Album of Oral History, New York: H. Roach Producer, 1969.
- Budapest 1956 — Prague 1968: Parallels and Contrasts Problems of Communism, D. C., Vol. XVIII, No 4-5. July-October 1969, Bp. 52-60., stb.
- Wars, Revolutions and Regime Changes in Hungary 1912—2004. New York: Columbia University Press, 2006.